# Polyfenol
Polyfenolen zijn chemische verbindingen waarvan  de moleculen bestaan uit meer dan één fenolgroep. Verbindingen van deze groep komen voor in planten. Polyfenolen worden onderverdeeld in tanninen en fenylpropanoïden zoals ligninen en flavonoïden. Polyfenolen kunnen worden aangetoond met een Fe(III)-chloride-oplossing, omdat ze hiermee een groene tot blauwe verbinding vormen.

## Scheikundig

### Indeling en naamgeving
De onderverdeling in tanninen, ligninen en flavonoïden is gebaseerd op zowel de polyfenyleenheden afkomstig van de secundaire plantstofwisseling in de shikimaatcyclus als van de klassieke indeling gebaseerd op het relatieve belang van elke basiscomponent bij de verschillende onderzoeksgebieden. Tannine vanwege het belang voor de leerlooierij, ligninen in verband met de structuur van de bodem en de plant en flavonoïden vanwege de secundaire plantenmetabolieten tegen vraat en de bloemkleurvorming (anthocyaninen).
| Basiseenheid:    | Galluszuur               | Flavon                              | Kaneelzuur |
| Klasse/Polymeer: | hydrolyseerbare tanninen | flavonoïde, gecondenseerde tanninen | ligninen   |

Polyfenolen kunnen ook ingedeeld worden naar het type en nummer van de aanwezige componenten. Meer dan één component kan bij een bepaald polyfenol voorkomen.
| Fenol                                            | Pyrocatechol                                                         | Pyrogallol                                                                          | Resorcinol  | Floroglucinol              | Hydroquinone |
| fenol                                            | catechol                                                             | pyrogallol                                                                          | resorcinol  | floroglucinol              | hydrochinon  |
| voorbeelden                                      | voorbeelden                                                          | voorbeelden                                                                         | voorbeelden | voorbeelden                | voorbeelden  |
| coumarinezuur afkomstig van ligninen, kaempferol | catechine, quercetine, cafeïne en feruliczuur afkomstig van ligninen | gallocatechinen (EGCG), tanninen, myricetine, sinapylalcohol afkomstig van ligninen | resveratrol | bijna allemaal flavonoïden | arbutine     |

De fenoleenheid kan vaak veresterd of gemethyleerd zijn. Ook kan het dimeer of langere polymeren voorkomen en zo een nieuwe klasse polyfenol vormen. Zo kan het ellagzuur dat een dimeer is van galluszuur de klasse ellagitanninen vormen of kan catechine met gallocatechine de rode stof theaflavine vormen. Ook kunnen bruine thearubiginen, die in thee voorkomen zo gevormd worden.

## In voedsel
Belangrijke polyfenolbronnen zijn druiven, bessen, granaatappels, thee, bier, wijn, olijfolie, chocolade/cacao, walnoot, pinda, yerba mate en andere vruchten en groenten.
Vruchtschillen hebben een hoog gehalte aan polyfenolen. Onlangs bleek uit Amerikaans onderzoek dat ook popcorn tot 2,5 % polyfenol bevat.

## Invloed op de gezondheid
Polyfenolen werken ontstekingsremmend en hebben een anticarcinogene werking. Flavonoïden en anthocyanen beschermen de lichaamscellen tegen vrije radicalen en vertragen de verbranding in de cel. Ook verminderen ze de afzet van vetachtige stoffen in de bloedvaten en zorgen voor een daling van LDL- cholesterol, waardoor minder arteriosclerose optreedt. Verder kwam uit een studie van het Vanderbilt University Medical Center  naar voren dat bij het regelmatig drinken van vruchtensap het risico op de ziekte van Alzheimer met 76% werd verlaagd, waarvoor de polyfenolen verantwoordelijk gehouden worden. Polyfenolen hebben ook een bloeddrukverlagend effect.
Van resveratrol wordt verondersteld dat dit een gunstige werking heeft bij het voorkomen van hartaandoeningen en kanker.
Polyfenolen hebben ook nog als eigenschap dat ze ontstekingsprocessen tegengaan, doordat de toename van NF-kappaB, een eiwitcomplex dat (onder andere) bij ontstekingsprocessen een belangrijke rol speelt, erdoor geremd wordt.